# Movimiento de Rescate Nacional de Camboya
El Movimiento de Rescate Nacional de Camboya (MNRC; Khmer: ចលនាសង្គ្រោះជាតិ) es un movimiento político camboyano fundado en 2018 por el exlíder de la oposición exiliado Sam Rainsy, luego de la disolución del Partido de Rescate Nacional de Camboya en noviembre de 2017. El movimiento no tiene estatus legal en Camboya y ha sido tildado de "grupo terrorista" por el gobierno autoritario de Hun Sen.
- Datos: Q56063316

1. ↑  «Rainsy officially launches Cambodia National Rescue Movement, lays out five-point plan».
2. ↑  «Former Opposition Officials Will Be Held Accountable for Actions of National Rescue Movement: Minister».